# 安住伊三郎
安住 伊三郎（あずみ いさぶろう、1867年2月27日〈慶應3年1月23日〉 - 1949年〈昭和24年〉8月31日）は、日本の実業家。安住大薬房社長。タイ国名誉領事。幼名は猪之助。

## 経歴
鳥取県八頭郡那岐村大字奥本（現・智頭町）出身。安住文四郎の二男。家が貧しかったため縄をない、自ら学資をつくる。
1897年、兄瀧蔵方より分れて一家を創立する。岡山県真島郡落合町の酒造家・木村良江に養われる。13歳の頃、鳳鳴社という塾に入り、進昇山に就き、漢籍を学ぶ。
1888年、22歳の頃に大阪の安東久次郎の薬舗の店員となり、5年後自ら独立して売薬業を営む。1893年、幼名猪之助に因む猪印のノミ取粉と安住蚊取り線香の製造販売を創める。
発起人となり1913年に大阪貿易学校が開設され、その常務理事となる。

## 人物
幼少の頃、縄をない、自ら学資をつくった伊三郎は村の者から「かわいそうだ」といわれ、値段を倍に買ってくれたためようやく筆紙墨を買い、小学校に入ることができたという。
『実業の世界』からの「あなたは25歳の頃に何をしていたか。その当時の収入及び生活状態はどうだったか」という問いに安住は「25歳の時は大阪で売薬屋に奉公して一生懸命主家製品の拡張に努力して居りました。その時の収入は5円頂戴して満足して居ました。今の人は気楽で多く給料を望み而も働くことが嫌いな人が多いから出世する人が少ないには困ったものです」と回答している。
宗教は真言宗。性格は綿密、熱誠。趣味は書道、書画。住所は大阪市西淀川区大仁西町1丁目。

## 家族
安住家
- 父・文四郎 - 大志があり、夙に家道が衰えているのを嘆き、その回復を図る[9]。山野を拓き、牛羊を牧し、樹林を殖し苦心惨憺、事志と違い家財を蕩尽する[9]。伊三郎が7歳の頃に文四郎は580両の負債を残して亡くなる[10]。
- 妻・みや（1871年 - ?、岡山、木村房太郎の妹）[7]
- 実子なし[5]
- 養子・悦太郎（1891年 - ?、兄瀧蔵の二男[2]、安住大薬房専務[7]）
  - 同妻・貞（1898年 - ?、大阪、谷川文治の三女）[3][7]
  - 同長男・善太郎[7]（1924年 - ?）
- 孫